# トランスネット
株式会社トランスネット（トランスネット、英称 TRANSNET INC.）は、情報システムの設計・開発・保全・運営を行う情報通信サービス会社で、システムインテグレーター（独立系）。

## 概要
1985年、電気通信事業の自由化を背景に、旧国鉄（現・JR）の情報システム技術とネットワーク技術を活用して、事業展開をはかるべく設立された。ただし、直接国鉄の業務を行っていないため出資を得ることはできず、国鉄と関係の深い42社が出資して設立された。運輸・交通、旅行・観光、情報・通信などの公共性の高い分野を中心に情報システム・ネットワーク・ソリューションを提供する事業を展開している。

### 企業理念
顧客・社会との共栄
経営ビジョン
- お客様の満足度向上と利益体質化
- JR系ポジショニング確立
- 人と組織の活性

## 事業概要
以下の事業内容が主たる業務である。対象顧客は鉄道業界に限らず多岐にわたっている。
- 情報システムに関する企画、設計、開発、保守、運用及び管理
- 情報システムおよび情報通信に係わる各種サービス
- 情報システムおよび情報通信に関するソフトウェア・ハードウェアの開発並びに販売
- 情報システムに関するハウジング・ホスティング
- 電気及び電気通信に関する工事
- 労働者派遣事業
- 前各号に関するコンサルティング

## 本社・事業所等
本社
所在地：東京都千代田区神田和泉町1-3-1 三恵ビル8F (最寄駅：JR秋葉原駅)

## 歴史
- 1985年（昭和60年）
  - 8月 - 設立。当時の資本金は4億2300万円[3]。
  - 8月 - 「一般第2種通信事業」の届出。
- 1986年（昭和61年）7月 - マルス端末運用・保全開始。
- 1989年（平成元年）10月 - 本社事務所を秋葉原に移転。
- 1995年（平成7年）3月 - ISP（インターネットサービスプロバイダ）サービス開始。
- 1996年（平成8年）9月 - インターネット宿泊施設予約「やど上手」サービス開始。
- 2000年（平成12年）7月 - 宿泊予約サイト「やど上手」即予約サービス開始。
- 2001年（平成13年）
  - 2月 - 客室在庫一元化管理システム「ROOMBANK」サービス開始。
  - 3月 - 経済産業省登録システムインテグレータ企業認定。
- 2003年（平成15年）
  - 4月 - 労働者派遣事業開始。
  - 10月 - ISO9001:2000（ソフトウェアの設計・開発）の認証取得。
- 2004年（平成16年）
  - 1月 - 訪日外国人向け宿泊予約サイト「iTRAVEL」サービス開始。
  - 11月 - 旅館・ホテル向けCRM構築サービス「おもてなし上手」を開始。
- 2006年（平成18年）
  - 1月 - ホテル・旅館向けネット予約サイト管理ツール「らくじゃん」を販売開始。
  - 3月 - 携帯電話とJR電話網を接続して相互に通話ができる「JR携帯電話サービス」を提供開始。
  - 11月 - プライバシーマーク認定取得。
- 2007年（平成19年）12月 - 情報セキュリティマネジメントシステム（ISMS）を「情報システム・ネットワークの運用および保守」の範囲で認証取得。
- 2008年（平成20年）5月 - 「やど上手」携帯サイトでの予約サービスを開始。
- 2013年（平成25年）10月 - 北関東データセンターシステム運用・監視業務開始。
- 2015年（平成27年）5月 - 次世代認定マーク（くるみん）認定（第1期）取得。
- 2017年（平成29年）6月 - 労働者派遣事業（派13-307803）許可。
- 2021年（令和3年）3月 - ITサービスマネジメントシステムを「データセンターにおけるハウジング機器およびクラウド環境の監視・運用業務」の範囲で認証取得。

## 関連会社
- 鉄道情報システム株式会社（JRシステム）
- 株式会社ジェイアールシステム・エンジニアリング
- 株式会社アトラスシー
- 株式会社アトラスエンジニアリング
- 株式会社クリエイション
- 一般財団法人交通統計研究所（交統研）